# Гуанг-сји (династија Ћинг)
Цар Гуанг-сји из династије Ћинг (кин: Guāngxù (光绪); око 1874/14. август 1871, Ђингши - 14. новембар 1908, Ђингши) је био кинески (китајски) цар (1875—1908).
Цар Гуанг-сји је током целе своје владавине био само фигура. Стварну власт је држала његова маћеха Циси. Она је потпуно доминирала владом и тиме спречила младог цара да модернизује и реформише заосталу Кину.
За време његове владавине Кина је била насељенија од свих европских држава. Кинези сачињаваху једну масу од 350 до 400 милиона душа, с једним језиком и једнаким обичајима. То је била једна трезвена и вредна народност, којој нема равна у вештини да створи погодне прилике, да на малом простору може живети много људи; око великих кинеских река становништво је било најгушће насељено на целом свету. Земљиште је обрађено најмарљивије што може бити, и то већином људском руком: Кина је личила на какав пространи врт. — Кинези су вешти и стрпљиви радници; њихова је индустрија много надмашавала западњачку индустрију, све док машине нису европљанима дале превагу. Исто тако у Кини је имало и много великих градова; рачуна се да их је имало 42 који пребацују преко 100.000 становника, а неки их имају и по милион. — Кина има своју добро уређену управу; мандарини, који земљом управљају, учени су људи, који су прелазили из чина у чин и тако пролазили читав низ утакмица.
Кад су се европска и кинеска цивилизација сусреле, мислило се у почетку, да ће се оне измирити и утврдити пријатељске односе.
Но изгледало је, као да има између Кинеза и европљана нека несавладљива природна одвратност. Све оно што сачињава стварну величину европске цивилизације, науке, уметности, вера итд., све то остаје за Кинезе неприступачно, затворено, или пак они све то друкчије разумеју него они. Изгледа као да они презиру и само напредовање и да се пре свега труде да сачувају обичаје својих предака. Они су с неповерењем гледали долазак европљана, као опаких и лажљивих варвара. Европљани су им се представили као трговци и као војници; и у европској култури Кинези су видели као нешто најуочљивије, најразговетније —ватрено оружје као оруђе за убијање, и опијум, којим су енглески трговци тровали кинеске пушаче.
За време Гуанг-сјиа су готово све европске државе склопиле с владом уговоре, којима им је дато право, да тргују са извесним пристаништима. На крају његове владавине у Кини је имало 19 пристаништа, која су уговорима отворена. Али Кинези никако не примају европске навике; само су се решили да приме железницу и телеграф, али је било врло мучно саградити пруге због непријатељства самога становништва.

## Порекло
Отац му је био принц Чун, Исијуан (званично: принц Чун из првог реда), а мајка Јехенара Ванџен. Деда по оцу му је био кинески цар Дао-гуанг. Припадао је динанстији Ђинг, коју су основали његови преци, Татари из Манџурије, још 1664. године. Тада су Татари из Манџурије продрли у Кину и њихов је поглавица заузео престо. Они нису дирали кинеских обичаја и ови су се главни представници жуте расе ширили и на копну и по острвима.

## Долазак на престо
Претходни цар Тунг-џ’ из династије Ђинг је умро 1875. године и његова мајка, Циси, бира за цара Цаи-тијена, Тунговог петогодишњег нећака. Она је усвојила дечака као сина да би могла да буде регент и да настави са доминацијом над владом, која је почела 1861. године. Иако је ова акција прекршила свети династички закон о сукцесији, противљења није било, и 25. фебруара 1875. године, млади принц је дошао на престо, узевши владарско име Гуанг-сји.
Иако је цар дошао на престо године 1875, он је морао да чека још две године пре преузимања власти од Циси, која је наставила да утиче на политику.

## Имена
- Лично име: Аисин-гјоро Цаи-тијен (кин: 愛新覺羅載湉)[2]
- Владарско име: Гуанг-сји (кин: Guāngxù (光绪))
- Постхумно име: Цар Тонгтијен Чонгјун Даџонг Џиџенг Јингвен Веиву Ренсјао Руиџи Дуанјиан Куанђин Ђинг (кин: 同天崇運大中至正經文緯武仁孝睿智端儉寬勤景皇帝) (скраћено Цар Ђинг (кин: 景帝 (Jǐngdì)))
- Храмовно име: Д’-цунг (кин: 德宗 (Dézōng))

## Опадање привреде
Када је смањен увоз сребра - односно извоз сребра повећан - почев од XIX века, мали бакарни новчић ("готовина") претрпео амортизацију: фаталну ситуацију за ниже слојеве. Корупција, фаворизовање, а непотизам у оквиру кинеске службености има два извора. Први се може видети у претераном централизму администрације династије Ђинг. Владине поруке територијалнј администрацији су окупирале званичнике који је дошли не из стварних покрајина, али су судије морале да се ослоне на помоћ локалних секретара и локалне властеле и са њима имали личне односе са овим људима. Други разлог за пљачке и непотизам менталитета је чињеница да - након проласка тешких државних испита и добијања места локалног гувернера - ново-постављени званичник морао је да награди своје спонзоре и његову породицу док је седео на својој позицији. Поред тога, свакодневна поплава папирологије у централизованом државном апарату доводи до тешких опрезности и нефлексибилности службености. Парализовани упутствима и администраторском контролом цензоратског инспектора, локални званичници нису могли да се носе са новим изазовима у променљивом окружењу. Држава сама наиђе на финансијску кризу након деценија просперитета, а захтеви за финансијску стабилност унутар нестабилне економије вероватно су били велики почетком 19. века. Док су мале земаља Европе могле развити индустријску и капиталистичку привреде, агрономска позадина и губитак монетарних инвестиција није могло помоћи Кини у њеној заосталости која је постала тако очигледна када су агресивни европски трговци покушали да уђу у кинеско тржиште.

## Криза
Током његове владавине проблеми су прогонили Кину. Монетарна инфлација и раширена корупција међу службеницима довела је до бројних сељачких побуна. Дуг период мира и нови устави су допринели наглом повећању раста становништва, са све више људи нису у стању да се храни. Већина Кинеза се бавила пољопривредом, а није било техничког напретка. Још један проблем била је централизована власт, која није пунила државну ризницу.
Са све већим бројем становника, постојала је потреба за распрострањену трговину и трговинске мреже које покривају целу Кину, посебно дуж путева од великих река и канала. Трговцима су биле потребне банке за своје фондове и за финансирање свог пословања.
Влада је покушала да индустријалзује Кину покушавајући да извезе чај и памук. Трговци и произвођачи потом формирају невладине савезе. И поред сиромаштва, неке друштвене групе живе у богатству и конзумирају со са доње долине Јангце уместо да свој луксуз инвестирају у тешку индустрију. Све ово олакшало је продор западник трговаца.
Влада је била уздржана у питању трговине са странцима, али је дозволила да странци купују чај и у једној луци, Кантону, али је одбила да отвори још лука са британским и другим прекоморским трговцима. Питање кријумчарења опијума изазвало је да избију ратови у којима је кина претворена у полу-колонију западних сила.
Постојали су и други проблеми; у огромној империји династије Ђинг живели су различити народи и када је наступила криза они су се побунили, посебно муслимани из Туркестана, који су устали у Гансуу и Ксињиангу. За муслиманима побунили су се и Абориџини у Јунану, Гуејџоу, Сичуану и на Тајвану. Још већа опасност био је продор Русије у централну Азију, али са Русима је дошло до споразума, а побуне Абориџина су угушене.

## Покушај обнове
Економском утицајем Опијумских ратова и продором западних сила у кинеском систему трговине се углавном види проблем у валути. Огромна количина увозног опијума не може бити уравнотежена са количином извоза кинеске робе. Према уговорима, Кина је морала да плати десетине милиона сребрних долара као ратну одштету западним силама. Кинески трговински баланс је критично угрожен овим чињеницама, а осим тога од инфлације сребрне валуте у односу на златни стандард који је усвојен од стране западних земаља. Посебно је нижа класа кинеског друштва осетила инфлацију сребрног новца и кованица од бакра и цинка. Због Таипингове побуне (1850—1864) обнова државе у време Гуанг-сјиа је била још тежа, а и због присутности национализма, који су помагале стране силе.
Најважније особе овога времена су Ли Хонгџанг (кин: 李鴻章), Зуо Зонгтанг (кин: 左宗棠), и Џанг Џидонг (кин: 張之洞); само су они учествовали у отвореној реформској политици, међу њима је био и принц Гонг (Јисјин) (кин: 恭 親王 奕訢). Током ратова против многих побуњеника, ови нови људи су развили модерну војску која је заменила Манџуријску армијску организацију. Њихов циљ је био, да контролише варваре поред варвара (кин: Yi yi zhi yi (以 夷 治 夷)). Али много важније су биле економске инвестиције реформатора: фабрике, арсенали, бродоградилишта, железаре, пруге, телеграфске линије, радионице за ткање и финансијске институте. Основане су Академије, а кинески студенти одлазе у иностранство да студирају западну технику и науку. Нажалост, главни фокус инвестиција била војна индустрија, а не производи индустрија која би помогла да скупи мало новца у државној каси. Али постоје и успешни примери приватних предузетника као што Танг Тингшу или студената који су постигли много тога у иностранству као Јонг Винг. Од 1900. године, након што је Кина изгубила потенцијал за сопствену инвестицију, западни и јапански предузетници основали су фабрике, банке и руднике на кинеској територији. Они нису само искоришћавали кинеску земљу, ресурсе и људство, такође су помогли да се створи модерна индустрија са потребом за радном снагом, у великим градовима Ханјанг (Вухан), Шангај, или Тјенцин почео је да се развија индустријски урбани карактер. Покрајине на обали где је уложено много страног капитала, профитирале су много за то време него унутрашњи делови Кине. Стране компаније су могле да продају своје индустријске производе много јефтиније од традиционалних кинеских пољопривредних произвођача; исто тако, стране бродске компаније могле су транспортовати робу за много јефтинију цену него кинески превозници. Многе побуне и ратови који су односили много из државног буџета изазвали су пропаст кинеске економије. Порески систем није био довољно модеран да пуни државну касу, а инострани кредити нису могли помоћи влади да реши проблем банкрота државе. Већина људи у Кинеском суду није видело да би модернизација целе државне и економске структуре бити од помоћи - да ли би било помоћи у тако великом царству! Уместо тога, конзервативни кругови у Пекингу уздржали су се од одобрења стране политике и дали области моћним гувернерима и страним привредницима и инаституцијама. Иако Кина није била страна колонија, XIX век је доба колонизације са свим лошим аспектима ове врсте експлоатације. У срцима Кинеза, арогантни став западних сила и западних становника створио мешовито осећање мржње и комплекса инфериорности.

## Даљи упади страних сила

### Странци у земљама под Кинеским сизеренством
Док су Опијумски ратови били акти авантуриста и трговаца, даље продирање странаца у Кину је било вођено са све више и више држава и стајало је непосредно под утицајем империјализма. Раса да добије најбоља места у остатку света стајала је раме уз раме са потребом западних сила да заштите своје поданике у Кини: трговце, мисионаре, дипломате, војнике и њихове породице. Стране силе користе најситније инциденте као изговор за њихове захтеве после репарације и накнада. У многим случајевима, убиства мисионара служила су као средство за даље ширење права страних сила у Кини. Конгресом у Џифуу у 1876. године је отворено пет нових лука Британцима. Од 1878. до 1881. године, Кина је морала да прекине контакт с неким територијама у Или (кин: 伊犁) у Русији уговором из Ливадије на Криму, али новим уговором 1882. године Кина могла вратити неке од предатих територија. Јапан, ојачан реформама цара Муцухита, освојио је острва Рјукју 1881. године и почео да тражи отворену трговину у Кореји. Кореја (кореј. Chosŏn кин: Chaoxian 朝鮮), којом је управљала Ји династија (кин: 李朝), била је зависна држава у односу на Кину, као Бурма (кин: Miandian 緬甸; Конебаунг династија) и Вијетнаму (кин: Yuenan виј. Việt Nam 越南); Нгуен династија, (кин: Vietn.: Nguyễn Triêu 阮 朝). Док су Французи покушали да окупирају Вијетнам корак по корак и већ од 1867. држали Јужни Вијетнам, Британска империја проширила се на Бурми. Године 1885. Французи су победили Кинеску војску и пошто су добили одрешене руке они освајају и Северни Вијетнам и формира се колонија Француска Индокина. У истом периоду, британске трупе окупирале су Горњу Бурму, која је 1886. године постала део Британске империје.

### Странци у Кини
Крајем XIX века, стране силе су почеле основати своје колонијалне територије у самој Кини. Године 1898, Велика Британија захтевала је за новим територијама северно од Хонг Конга (кин: Xianggang 香港). Британци су тада узели под закуп град Шангај у коме се налазила једна од најважнијих лука у Азији. Француска, која је такође жудела за територијама, добила је Гуангџоуван (данас Џанђанг) као колонију. Немачка је, потом, за убиство својих двају мисионара, окупирала Цаџоуван и основала колонију Ђингдао (кин: 青島). Британија поново могла добити Вејхајвеј (кин: 威海 衛). Али најдубљи утицај на кинески суверенитет био је рат са Јапаном (1894—1895). Током реформе Мејџи Јапан је постао моћан и почела се развијати индустрија. За разлику од Кине, Јапан није покушавао да издржи притисак европских сила, али уместо тога усвојио је њихове технике и администрацију и придружио се њиховим редовима. Од 1870. Јапан је покушавао да отвори нове трговачке луке у Кореји, због чега је кинеска војска 1881. и 1884. године морала да интервенише. Од тада се Јапан спремао да зада пресудни ударац Кини, али и Корејци су покушавали да ојачају своју одбрану. За то време и Руси почињу да се интересују за Кореју. Због тога је бомбардована кинеска флота у Инчону. Ово је престстављало озбиљан пораз кинеске војске. Споразум из Шимоносекија из пролећа 1895. године био је још један споразум срамоте за кинеску владу. Кине се тиме одрекла сизеренства над Корејом, која постаје независна, и Кина је морала да плати ратну штету. Поред тога поседи Јапанаца у Кини били су изузети из кинеског права и пореза унутар Кине, али најважније је било уступање Тајвана, острва Пенху (кин: 澎湖群島), јужни део покрајине Фентан (кин: 奉天) у Манџурији, острво Формозу, полуострво Љаодонг, са тврђавом Порт-Артур, као и пристаниште Ниу-Чуанг у јужној Манџурији Јапану. Овај споразум је још више био штетан за Кину јер су Јапану дата полуострва, која затварају улаз у Жуто море. Још нека тражења Јапана су онемогућена усред великог страха од западних сила да би он постао превише моћан у источној Азији. Чак Русија, Француска и Немачка траже протестују против територијалних присвајања Јапана на азијском континенту и у исто време када траже враћање Кини полуострва Љаодонг, Порт-Артура и Ниу-Чуанга, оне концентришу знатне поморске снаге у заливу Чили. Јапан је приморан да попусти, и ако добија, као одштету, повећање ратне штете коју има Кина да му плати, он је ипак лишен главног плода своје победе. 1905. када је у Русији избила револуција Јапанци су коначно освојили Кореју.

### Кина и Русија
Још осамдесетих година почела је да се опажа извесна активност руске владе у питањима Далеког истока. Када је године 1891. почето грађење велике сибирске железнице, ово није само оживело бескрајне сибирске просторе и, после 1896. године, јако повећало број руских досељеника из велико-руских и украјинских губернија у Сибир, него је отварало и огромне могућности за руско ширење на Далеки исток. Баш за време те градње дошло је до рата између Јапана и Кине, и Кина је поражена. Русија се жури да извуче користи, за своју интервенцију, у корист Кине. Она види могућност да измени трасу, са Транссибирске пруге. Пуштајући линију кроз северну Манџурију она не би само смањила за 514 врсти растојање од Иркутска до Владивостока, већ би уштедила већом лакоћом радова велике трошкове за грађење. Зато јој треба пристанак. Русија је посредовала у корист Кине, па је Јапан пристао да ова полуострва напусти, под условом да му се плати 400 милиона франака оштете. Пошто Кина није располагала толиком готовином, била је принуђена да закључи зајам. Да би стекао пријатељство Ђингшиа, министар саобраћаја Вите помаже Кину да у Француској позајми новац који јој је потребан да плати ратни дуг Јапану. Затим ствара Руско-кинеску банку и издејствује за Француску и Русију веће учествовање у администрацији кинеских царина. Све ово омогућује Русији да се меша у питања кинеске политике. 1896. Гуанг-сји шаље Ли-ху-Чанг, вице краља Пе-чили-а, који води кинеску политику да га престави на крунисању цара Николаја II Романова. Руска влада то искоришћује да би са Кином уговорила одбрамбени савез против Јапана, и да би се Руско-кинеској банци дала концесија за грађење Трансманџурске или Источнокинеске железнице. Конвенција од септембра 1896, коју је потписао кинески посланик у Петрограду и директоријум Руско-кинеске банке, овлашћује банку да изгради и искоришћује Трансманџурску пругу, чију је трасу Чита-Карбин—Владивосток, одредио Вите. Убрзо је основана приватна компанија Источно-кинеске железнице: њено седиште је у Петрограду. Председник њеног управног одбора именован је од стране Кинеске владе, а чланови управног одбора од стране акционара. У ствари, контролу над компанијом Источно-кинеске железнице и над Руско-кинеском банком има руски министар финансија. Иза та два приватна предузећа стоји руска држава и спроводи, сазнањем свију, политичко дело највећег замаха, постепено продирање Руса у северну Манџурију.
Како Владивосток није био слободан од леда кроз читаву годину, то су руски државници дошли на мисао да траже једно пристаниште на Тихом Океану, увек слободно од леда. Следеће године, у децембру, после заузећа Кијау-чеу-а од стране Немаца, руска ескадра на наваљивање новог министра спољних послова Муравјева, заузима Порт-Артур, почетком 1898. године. Кинеско-руском конвенцијом од 27. марта 1898, Русија узима под закуп, за период од 25 или 99 година и који се може поновити, јужни део полуострва Љаодонг са Порт-Артуром и Та-лиен-Уан-ом; добија право да подигне у Порт-Артуру и на полуострву једно ратно и трговачко пристаниште, и да повеже Порт-Артур са Манџурском линијом источно-кинеске железнице. Према томе, компанија источно-кинеске железнице добија концесију једне нове линије, Харбин—Порт-Артур преко Мугдена и Љао-јанг-а са краком ка кинеском пристаништу Ин-ку, на северној обали залива Љаодонг, што отвара целу јужну Манџурију и полуострво Љаодонг руском политичком утицају. Она тиме добија и мисију да организује поморску пловидбу у водама Тихог океана и да подигне у заливу Та-лиен-уан, руско трговачко пристаниште названо „Далњи”. Грађење Далњег стаје руске финансије знатне суме, али се оне троше без оклевања у пркос критикама штампе, а нарочито сибирских новина, које тврде руско-јапански рат потврдиће та предвиђања да у случају искрцавања непријатељске војске на полуострво Љаодонг, нови град има свакако да служи као главна база за војне операције према Порт-Артуру. Русија се убрзо после тога учврстила у Порт-Артуру.

### Борба између Руса и Јапанаца за Кореју
У исто време кад Русија ступа у Јужну Манџурију и док се утврђује на полуострву Љаодонг, она тежи да свој утицај распростре на Кореју, која је по уговору у Шимонасаки постала, у начелу, независна. Ту она долази у сукоб са Јапаном, који је тражио да Корејско краљевство постане независно, да би га у ствари ставио под свој протекторат.
Краљ Кореје, Ли-куј, спочетка мирно прима утицај јапанског министра који му намеће низ реформи, и даје му техничке саветнике да их оствари. С друге стране, наклоност краљице као и наклоност њене странке Мин, непријатељски расположене према реформама, на страни су Русије; захваљујући њој, долази до извесног преокрета на двору у корист Руса, и министри који су присталице Јапана, опозвани су. — Међутим избија народна буна у октобру 1895; бунтовници нападају краљевски двор, убијају краљицу и њене присталице. Краљ поново долази под туторство Јапана до фебруара 1896. У то време, поморске трупе које је руска ратна лађа „адмирал Корнилов,” искрцала у Шемулпо-у, растурају вође јапанске странке и прихватају краља који се после свог бекства из краљевског двора ставља под руску заштиту, где живи до фебруара 1897, чуван од руских поморских стрелаца. Кад се Ли-куј вратио у двор он повери руским официрима команду своје личне гарде, као и гарде краљевског двора. Русија и Јапан обавезују се уговором у Сеулу (14. маја до 29. јула) да ће поштовати независност Кореје, чији краљ добија титулу цара, али њихово се супарништво и даље наставља.
Руско супарништво на Кореји све више изазива Јапан, тим пре што се Руси утврђују у Манџурији коју су они, присиљени од стране европских сила, морали да врате Кини. Посредовањем барона Розена, рускога амбасадора у Токију, руској влади је предложено да јасно одреди зоне јапанског и руског утицаја на крајњем истоку. Јапан је спреман да Русима препусти Манџурију и полуострво Љаодонг, ако се његов утицај призна у Кореји и пристао би да од реке Јалу направи границу између два супротна утицаја. 1898 године после окупације Порт-Артура, Русија при-стаје на извесне концесије. Један руско-јапански уговор од 25. априла 1898 год. поново гарантује независност Кореје, где две уговорне странке међу собом деле концесије и трговачке користи. Из страха од интервенције Енглеске, која је послала један део своје ескадре у Шемулпо, Русија оставља Јапану слободу и опозива из Сеула свог финансијског саветника и војне инструкторе. Да се умири Јапан, који је већ од 1897 почео да повећава своју војску и морнарицу и утврђује мореуз Цишума да пресече руске везе између Порт-Артура и Владивостока — што је Русе потстакло да покушају да се утврђују са Корејске стране, у близини луке Ма-сан-по, — било је потребно да Русија у најмању руку поштује уговор од 1898. Напротив, цар се упркос Витеу и Куропаткину, поводи за политиком освајања и материјалног профита на Крајњем Истоку, која ће Русију и Јапан још више да раздвоји. Два су утицаја који нарочито дејствују на руског цара Николаја II Романова.
Затим је Николај II под утицајем једне војне странке, која је напросто једна пословна странка, а чије је седиште у самом двору. Већ од 1898 предузимљиви пословни човек Вонлјалжарски предлаже образовање друштва за експлоатацију природних богатстава Кореје, богате гвожђем, угљем, шумама, златом. Његова намера је да од Корејске владе добије концесију и да узимајући мало по мало у своје руке целу Кореју, припреми њену анексију Русији. Пошто је велики војвода Александар Михаилович приказао овај план, цар га одобрава као статуте објављене у „Листу закона” 1899; друштво, захваљујући подршци руске дипломатије, добија неке концесије шума. Боксерски устанак одлаже предузеће, на чије чело је дошао некадашњи официр Безобразов, који купује концесије за отприлике 80.000 рубаља и гради један млин на левој обали Јалуа, у јапанској утицајној зони. Али ове концесије, супротне обавезама којима се Русија обавезала према Јапану, подижу протесте владе у Токиу.

### Последице
До 1898. године сва пристаништа налазила су се у рукама Француза, Немаца, Енглеза, Руса и Јапанаца.

## Реформе 1898.
Покрет краткотрајне реформе (кин: weixin yundong 維新運動) од сто дана 1898. године су водили Канг Јувеи (кин: 康有為) и Лијанг Цичао (кин: 梁啟超), људи који су имали велик утицај на цара Гуанг-сјиа. Они су покушали да реформишу администрацију, државни буџет, министарства, образовање, надлежности и војску. Покрет су нагло прекинули је конзервативни кругови, неки следбеници покрета реформе попут Тан Ситонга (кин: 譚嗣同) су је извршили, али Канг и Лијанг су побегли у Јапан. Канг окривио цареву маћеху и стварног господара Кине Циси за прекид реформи, што је допринело паду њеног угледа у Кини, али и на Западу. У ствари, за његов подухват је било илузорно да отпочне у време када централна власт губила контролу над Кином. Ове роформе су познате и као реформе Вусју Банфе (кин: 戊戌 變法).

### Покушај да се ослободи туторства царице
Године 1898. он је покушао да се коначно преузме власт од Циси. Током чега се десило Сто дана реформи. Цар је прикупио групу прогресивно оријентисаних званичника и издао широк низ реформских едикта. Конзервативни званичници били су бесни. Уз помоћ горњег царског војног команданта, Ронглуа, Циси се вратила у престоницу, затворила цара у палати и ширила гласине да је смртно болестан. Стране силе, које су царици ставиле до знања да неће дочекати мирно цареву смрт или свргнуће с престола, спасило је Гуанг-сјиу живот, али после тога он није имао власт над владом.

## Боксерски устанак и последице
Године 1900. избио је такозвани Боксерски устанак (кин: Yihetuan 義和團) у првобитном циљу збацања цара Гуанг-сјиа и династије Ђинг. Првобитно је он био само један од многих сељачких устанака који су се десили у дугој историји Кине. Гуанг-сји је касније успео да окрене побуњенике против свих странаца осим Руса, чији су рђави поступци мисионара изазвали гнев народа. У току догађаја били су и Руси угрожени, а немачки је посланик чак убијен. Боксерски устанак 1900 није само управљен противу пропаганде страних министара, већ такође и противу давања територијалних закупа странцима, као и противу грађења железница. Боксери су успели да заузму Ђингши и Тјенцин где су масакрирали Европљане и остале хришћане. Након што су побуњеници опсели европске амбасаде, 1901. године је међународна војска осам сила, у којој је и Русија активно суделовала, (кин: Baguo Lianjun 八國聯軍) је освојила Ђингши и у крви угушила побуну. Западне силе су потом натерале владу, која је током стране опсаде Пекинга побегла у град Си'ан, да плати велику ратну одштету. То је био начин освете над Кинезима.
Сада се чинило да ће Кина доживети исту судбину као друге земље у Африци и Азији: бити раскомадана од стране империјалистичких сила, али енглеско-јапански уговор од 20. јануара 1902. гарантује независност Кине, ипак то није много тога променило.
Русија тада није пропустила прилику и војнички је окупирала читаву Манџурију. За време гушења устанка један део трупа маршира на Ђингши, где има да се састане са војним контингентима других сила, остатак осигурава заштиту Трансманџурске железнице. Ту су се грозничавом брзином приводили крају радови око грађења источне кинеске железнице, која је везивала не само Владивосток него и Порт-Артур са средиштем Русије. Пошто је завршен боксерски устанак, и поред жалбе Кине која тражи да се евакуише њена територија, Русија задржава своје трупе у Манџурији, под изговором да сигурност железница у грађењу захтева још њихово присуство. Шта више, група руских предузимача доста авантуристичког типа, увукавши у свој посао веома високе личности и искористивши чак за образовање друштвеног капитала нека лична царева срества, отпочела је веома интензивну акцију да економски своји и Кореју, у којој су добили нарочито богате шумске концесије на реци Јалу. На Далеком истоку створено је руско царско намесништво, које је поверено једном салонском адмиралу, Алексејеву, човеку веома сумњивом, који је добио право дипломатског дописивања са Јапаном и који се свесрдно трудио да замути руско-јапанске односе. Убрзо иза тога избио је Руско-јапански рат.

## Савези страних сила за освајање Крајњег Истока
То држање приближава два супарника Русије, Јапан и Енглеску. Енглеско-јапански уговор од 20. јануара 1902 гарантује независност Кине и Кореје, признавајући ипак нарочите предности Јапану у Кореји. Он осигурава Јапану, у случају рата са Русијом, неутралност Енглеске, и њено војно мешање у случају да нека друга сила — на Француску се мисли — стане на страну Русије. Уговор важи за пет година и аутоматски се обнавља, осим отказа једне уговорачке стране годину дана раније, пре истека рока.
Русија одмах гледа да закључи француско-руски уговор. Али Француска се колеба да ли да узме тачно одређену обавезу подржавања руске активне политике на Крајњем Истоку. Према изјави од 20. марта 1902, два савезника, пошто су потврдили принцип неприкосновености Кине и Кореје, обећавају да ће „се старати према расположивим средствима” да чувају своје нарочите интересе на Крајњем Истоку, противу „нападачких намера трећих сила”... На наваљивање Француске, којој је обећала да ће евакуисати Манџурију, Русија се обавезује, руско-кинеским уговором од 9. априла, да оствари евакуацију у три етапе, сваку од шест месеци пре 8. октобра 1903, под условом да контролише споразум потписан између Кине и Руско-кинеске банке 1896, да би се штитиле железнице у Манџурији.

## Кина и Кореја у Руско-јапански рату
Утврдивши неспремност Русије за рат и закључивши савез са Енглеском, Јапан је прекинуо дипломатске односе са Русијом и одмах иза тога јапанска флота, без објаве рата, нападе руске лађе у Портартуру и у корејском пристаништу Чемулпу (9. фебруара 1904) Тако је отпочео руско-јапански рат. Он се са руске стране водио са крајњом неозбиљношћу, био је у Русији апсолутно непопуларан и открио је све мане руског државног и друштвеног уређења и војне организације. И поред јунаштва војске, која се и опет показала пуна издржљивости и храбрости, Руси су претрпели низ тешких пораза. Нарочито је била тешка катастрофа код Мугдена, фебруара-марта 1905. Почетком јануара 1905. год. капитулирала је и тврђава Портартур и оне руске лађе које су се налазиле у његовој луци биле су уништене од властите посаде. Многе друге лађе потопљене су у биткама, док су неке успеле да се склоне у неутралне луке, где су биле разоружане. Из Русије је са великом помпом упућена ескадра адмирала Рожественског, за којом је пошла и ескадра адмирала Њебогатова. Рожественски је предвиђао пораз, али се није усудио да то јави цару. Лађе Њебогатовљеве флоте биле су старе и неспособне за ратовање. Флота адмирала Рожественског, обишавши сву Европу, Африку и јужну Азију, срела се у Цушимском Мореузу са надмоћном јапанском флотом и баш на дан царевог крунисања (14. маја 1905) била је готово сва уништена или заробљена, наневши Јапанцима сасвим незнатну штету. Рат је био очигледно изгубљен.

### Прекид руско-јапанских односа
Тек што је почело извршење руско-кинеског уговора, када се Безобразов и његови ортаци појављују на сцени. Безобразов који је постао државни секретар, придодат лично императору, одлази на Крајњи Исток, где не само да преговара о новим концесијама са обе стране обале Јалуа, већ се договара и са адмиралом Анексејевим, главним командантом Порт-Артура, како би задржао евакуацију. Када други рок евакуације долази, 8. априла, руске трупе се не крећу; само је Мугден евакуисан. Вите и Куропаткин узалуд се противе тој политици, која ће одвести у рат. Котерија, која окружава Безобразова, моћна је. Компанију, која је образована да експлоатише концесије Јалуа, чине људи као адмирал Абаца, секретар императора за ствари Истока, гроф Игњатијев, члан Царскога савета, гроф Хандриков, краљичин велики дворанин, кнез Јусупов; извесни концесионари имали су доста утицаја да провуку, на експлоатисане територије, руске војнике, преобучене у раднике. Ова банда „авантуриста најгоре врсте” како их зове Куропаткин, „лопова” како их зове Вите, налази на самом двору највишу подршку министра унутрашњих дела, свемоћнога Плевеа, кога они убеђују да револуционари стоје иза Јапанаца, и да ће један брзи и победнички рат омогућити влади да заврши заувек са револуционарним покретом.
Далеко од тога да позове на одговорност одговорне за обустављање евакуације, Никола II наређује Алексијеву да преда Кини 18. априла листу услова којима подређује примену уговора од 1902. Тако, он тражи да Кина призна само Русији нарочита права у Манџурији, и да тамо не могу бити други странци осим Руси. Овај захтев изазваће живе протесте не само Јапана и Енглеске, већ и Северних Америчких Сједињених држава, које нуде своју материјалну помоћ Кини. Спремајући се грозничаво за рат, Јапан покушава још да преговара. 12. августа 1903. он предаје Русији, која пристаје да преговара, пројект уговора међусобне обавезе поштовања независности и интегритета Кине и Кореје, признање интереса Јапана у Кореји, и нарочитих интереса Русије за предузимање жељезнице у Манџурији, међусобно осигурање да уговорачи неће сметати једни другима у њиховом индустријском и трговачком развијању, признање Русије искључивог права Јапанаца да посредују, у интересу напретка и добре управе, у Кореји. И сутрадан по предаји тога пројекта, Никола II, декретом, именује адмирала Алексејева намесником на Крајњем Истоку, и решава да дипломатски преговори између Токија и Петрограда буду вођени од Алексејева, који ће их предати „нарочитом комитету Крајњег Истока”, коме председава цар. Нови „вице-краљ” отишао је везан за Безобразова, који долази код њега као његов министар спољних послова. Вите, који ради за умереност и мир, и који је у сукобу са великим кнезом Александром, председником финансијског комитета, позван је да дâ оставку и уклони са почасних дужности председника министарског комитета. То је триумф компаније са Јалуа. Како непромишљено објављују „Званичне новине” вице-краља, именовање адмирала Алексејева има за циљ да осигура руску надмоћност на Тихом Океану.
Узалуд барон Розен, амбасадор Русије у Токиу, обавештава Петроград да, ако се Русија не одрекне Кореје, рат је неизбежан. Безобразов и његова банда, који виде у освајању Кореје средство да се брзо богате, баш хоће рат. Сам Безобразов с почетка саставља или бар прегледа више руских нота послатих из Петрограда Јапанцима; он сам доцније управља преговорима кад су они били одузети од министра спољних послова, па предати вице-краљу и пренети у Токио. Кад Јапан предлаже да се васпостави око Јалуа неутрална зона 50 km. широка, он одбија. Он гледа само да добије у времену да би појачао руске трупе у Манџурији, и пренос преговора на Крајњи Исток развлачи решење. Тек месец дана доцније, 3. октобра, Јапан добија први одговор, у коме Русија изјављује да жели да сачува Манџурију за себе, не обећавајући реципроцитет Јапану у Кореји. Јапан одговара 30. октобра, али треба да чека до 21. децембра да би добио руски одговор, који одбацује његове противпредлоге. Та израчуната спорост траје до краја. Токио захтева одговор по питању евакуације руских трупа; одговара се да је император отпутовао за Дармштат, а да је краљица болесна. 13. јануара 1904. Јапан упућује нове услове Петрограду, који не одговара. 27. јануара тражи завршни одговор за крај јануара или почетак фебруара. Не добивши га и видећи руске трупе да се концентришу дуж Јалуа, Јапан прекида дипломатске преговоре 5. фебруара, а у ноћи између 8. и 9. фебруара, без претходне објаве рата, јапански торпиљери нападају руску флоту у пристаништу Порт-Артура и седам руских великих јединица онеспособљују за борбу.

### Рат
Дубоко уверена у свој престиж, Русија није веровала у могућност јапанског напада. С друге стране, она тек што је била изишла из периода велике финансијске кризе. А кад почиње рат, она није ни сасвим спремна. У Азији она има само 120 батаљона, и још растурених по огромној површини Сибира, у крајевима око Амура и у Манџурији, а да се оне ставе у ратно стање, потребно им је 40 до 50 дана. План мобилизације предвиђа прву партију из Европе од две армије и четири резервна дивизиона, свега 128 батаљона. Али због огромног растојања — више од 7.500 врсти, — и врло слабог капацитета жељезница са само једном пругом кроз Сибир и Источну Кину, потребе за сталним слањем трупа и материјала, иначе кабастог, а због недовршености Транссибирске пруге војска је приморана да пролази 60 врсти пешице по леду, преко Бајкалског језера, концентрација појачања трупа захтева више месеци. Још нешто, Порт-Артур, главно пристаниште руске флоте у Тихом океану, био је само делимично утврђен; уочи прекида односа, министар војске Куропаткин, приликом своје посете, оценио га је да је неспособан да издржи напад Јапанаца.
На супрот томе, благодарећи моћној ратној флоти и многобројној трговачкој флоти, јапанска војска, која је уређена по европском начину и обухвата пре свега 13 дивизија, односно 156 батаљона, у ратном стању, биће допуњена у току непријатељстава са 20 бригада резерве; дакле са 160 батаљона, може бити пренета врло брзо на континент, и према томе, одмах узети учешћа у борбама.
Јапан има и морални престиж. Он се припремао већ одавно и са тврдоглавошћу за борбу противу свог моћног суседа, и он је свестан да од те борбе зависи његова будућност. За Русију, то је само један колонијални рат. Ако су важни интереси у питању, они немају ничега виталног за народ. Народ се чак управо не осећа ни угрожен; не може да схвати због чега га одвајају од његове земље и шаљу у далеку Манџурију, да се бије са Јапанцима, о којима није никада ни чуо.
Осуђена за дуго времена да води дефанзиван рат, Русија концентрише своје главне трупе између Љао-Јанга и Кинг-Чеуа. Јапан, коме је његов нагли напад на руску флоту дао надмоћност на мору, решава да искрца своје претходнице у Кореји, да их баци брзо на Јалу и претећи да пресече жељезничку пругу од Мугдена за Љао-Јанг, да учини Русе непокретнима, и да искрца остатак својих армија на полуострво Љао-Тунг. У пркос озбиљних губитака, нанесених од јапанских торпиљера руској флоти, у ноћи између 8 и 9. фебруара, непријатељски адмиралисим Того, који је добио у дужност тешки задатак да брани искрцавање свих јапанских трупа, бива узнемириван од руске флоте у Тихом океану, којом командује одлични адмирал Макаров. Тек после његове смрти, када се потопио на крстарици „Петропавловск”, потонулој од експлозије непријатељске мине 31. марта/13. априла, Того је био сигуран од изненадне опасности.
Прва озбиљна битка на суву била је 18. априла/1. маја, на Јалу, између првих јапанских армија ђенерала Курокиа и источне руске војске, која је била на граници Манџурије. То је веома болан пораз за руско национално самољубље. Јапанци су били заокренули своје лево крило и приморали Русе да се повуку до огранака Фен-Чунг-Лина, и заузимају Фин-Кулн-Чен.
Неколико дана доцније јапански транспорти прилазе Елиотским острвима, близу полуострва Љао-Тунга, и искрцавају трупе у Пи-Це-Ву. Ове трупе предузимају офанзиву ка југу, и 13/26. маја заузимају позиције X' цинг-Јоа, сматраног за кључ Порт-Артура и Далњег. Од тога тренутка су Порт-Артур и његов гарнизон, јак два дивизиона пешадије, отсечени од осталог дела руске војске, зване Манџурске армије, која под командом Куропаткина наставља још увек своју концентрацију у околини Љао-Јанга на 148 до 198 врсти од бојнога поља. После битке код Х'цинг-Јоа, Јапанци, који настављају да се искрцавају, прво у Пи-Це-Ву-у, затим у Та-Ку-Шану, поверавају дужност да освоји Порт-Артур засебном кору четири дивизиона армије ђенерала Ногиа, и управљају две армије ђенерала Оку и Нодзу против руске армије Куропаткина.
Овај последњи одупире се спајању непријатељских снага, које иду на њега, армије Курокиа и армије Окуа и Нодзу, и покушава да их туче док су још одвојене. На бирање му је или да напусти одмах армију Курокиа који прети Мугдену, руској најближој бази, или да удари на јужну јапанску армију, које воде Оку и Ногзу, да би дошао опет у везу са Порт-Артуром. У оба случаја треба да напусти став ишчекивања и да пређе у офанзиву. Али он се не усуђује. И поред наваљивања вице-краља Алексејева, који тражи да се брзо ослободи блокаде Порт-Артур, где је руска флота Тихог океана непомично затворена, он ипак сматра да треба да и даље гомила трупе које му стално долазе из Европе. Ова тактика доводи до низа неодређених борби, обустављених пре завршетка, у Ва-Фанг-Чоу, Да-Ши-Чаоу, Кан-Чену и на висовима Фен-Шунг-Лина али оне одузимају мало по мало руској армији наду у победу и дозвољавају да се три јапанске армије споје у околини Љао-Јанга.
Овога пута Куропаткин, који је добио појачања, приморан је да прими велику битку коју траже Јапанци, под командом маршала Ојама. Руси, који имају 200 батаљона, имају бројну надмоћност; али организација много боља јапанских резервних трупа чини снагу противника готово једнаким. После серије покушаја, који од 11/24 до 16/29. августа доводе у везу претходнице, велика битка почиње 17/30. августа на обалама Љао-Јунга, где су се Руси утврдили. Они се бију са изненађујућом отпорношћу, и у пркос жестоких напада, Јапанци не могу да их помакну са позиције. Али од вечера 17/30. августа, после свих одбијања фронталних напада, Ојама наређује армији Курокиа да почне са прелазом реке Тапуси-Хе, да би заобишао лево крило Куропаткина. Овај маневар решава судбину целе битке на Љао-Јангу. Куропаткин, истина наређује једном делу својих трупа да помогну крило у опасности, али тај његов маневар не успева, и од вечера 20. августа/2. септембар он је приморан да се повлачи ка Мугдену, што чини уосталом у највећем реду. И овога пута није водио битку до краја. Обазривост, оклевање и немање поверења у своје трупе биће карактеристика руске команде за све време рата.
У току септембра, Манџурска армија добија помоћ, за којом има велику потребу. Поред осталог адмирал Алексејев додаје јој и шесту сибирску армију, која је била под његовом заповешћу. Куропаткин располаже сада са 260 батаљона, и сматра да има довољно ефектива да пређе у офанзиву, коју Порт-Артур, опкољен са свих страна од Јапанаца, очекује више него икад. Његов план је да заобиђе десно крило јапанске армије, укопане на истоку, у планинама, док се његове главне снаге налазе такође у планинама, на северу Љао-јанга. Али недостатак брдске артиљерије и теглеће стоке отежава овај маневар, и чим је наредба пала кинеским набављачима стоке, они одају Јапанцима руски план. Ови одмах припремају контра маневар: да остану у дефанзиви у планинама, а да ударе у долину, не би ли Русе окренули ка западу. Руси ступају у офанзиву 21. септембра/4. октобра, али неколико дана доцније они су приморани да се зауставе, јер су планине неосвојиве, а Јапанци одговарају контра-офанзивом на њихов центар и њихово десно крило. Куропаткин брзо напушта тај офанзивни план и утврђује се дефанзивно дуж реке Ша-хо. На целом том фронту нижу се огорчене битке, које трају до јутра 4/17. октобра. У ноћи 3/16 Јапанци заузимају положај „Пошумљени вис”, који доминира руским положајима, и тамо постављају топове и митраљезе. Али следеће ноћи, једним смелим нападом Руси заузимају поново тај вис и крсте га „Путиловскаја”, по имену ђенерала Путилова, који га је ослободио. Овим сјајним успехом завршава се битка звана код Ша-хоа, која је трајала више дана, али није дала дефинитивни резултат. За време ове офанзиве, Руси су напредовали само 19 врста у јужној околини Мугдена. Оба противника, исцрпљена остају на својим позицијама и дуж Ша-хоа операције престају, за време од четири и по месеца. Они се укопавају, праве бранике од бодљикаве жице и скупљају што више огњених грла. То је почетак рововске борбе, која се толико развила за време светског рата.
Док су се армије Куропаткина и Ојаме укопавале у Манџурији, армија Ногија настављала је опсаду Порт-Артура. У јуну, гарнизон је морао да напусти предње одбрамбене линије и повукао се на саме бедеме утврђења. Ово повлачење изложило је варош и унутрашње пристаниште, где је била укотвљена руска флота, бомбардовању јапанске опсадне артилерије. Да не би била уништена у пристаништу, флота је рескирала очајни покушај да изађе 28. јула/10. августа и дође до Владивостока. Али на мору она се судара са врло јаком јапанском флотом, и у току борбе изгуби свога команданта, адмирала Витхефта. Неколико бродова могло се склонити у неутрална пристаништа, други, која нису била избачени из борбе, као у Севастопољу, да појачају одбрану града. Од 4/17 до 10/23. августа ђенерал Ноги покушао је да Порт-Артур освоји јуришем. После тог неуспеха који га је стајао великих губитака и уверио у немогућност да заузме ту тврђаву нападима, он се решио на локалне и прогресивне нападе.
Обустава операција код Мугдена дозволила је Јапанцима да обрате сву своју пажњу на опсаду Порт-Артура. Куропаткин увиђа да заузеће тога пристаништа значи пропаст целе руске флоте на Тихом океану, — осим неколико крстарица у Владивостоку, — и изазваће ново и мучно разочарење у Русији. Али и да се реши на офанзиву не би могао то да учини пре идуће године, односно, пошто добије помоћ из Европе, а која му долази у размацима. Јапанци су решени да то сврше раније. Од краја октобра они жестоко нападају нарочито на неколико тачака, које изгледају важне, на Високо брдо, које доминира градом и пристаништем, на утврђења број 2 и 3, и шанац бр. 3. Руси се бране очајно и сва та неједнака борба само је дуги низ херојских подвига. Тек 22. новембра/5. децембра, Јапанци заузимају Високо брдо и 15 дана доцније дохватају се утврђења број 2, где гине херојски вођа одбране, ђенерал Кондратенко; а затим пада и утврђење бр. 3. Од тада дани утврђења су избројани. 20. децембра 1904/2. јануара 1905, ђенерал Штесељ, командант места предаје се. Ипак Порт-Артур се бранио више од седам месеци. Његова предаја није задовољила само самољубље Јапанаца, који пошто су га већ једном освојили 1894, морали су, притешњени од Немачке, Француске и Енглеске, да га врате Кинезима већ она ослобађа сву Ногијеву војску, која ће моћи да пође на манџурску-руску армију. Тиме она још више обесхрабрује Русе, већ јако онеспокојене због губитка целе флоте. Они су толико деморалисани да им наставак рата изгледа без икаквог смисла.
Да би подигао морал својих трупа, а и да би спречио Ноги-еву армију да пође на север, Куропаткин организује у почетку јануара један напад коњице на Хин-Кон и железницу Порт-Артур— Љао-јанг. Тај поход, вођен од ђенерала Мишченка, не успева да задржи Ногиа. Маршал Ојама, који је добио појачање у бригадама резерве, средином фебруара има целу Ногијеву армију на расположењу. Руска војска, која је тако исто појачана, подељена је у три армије: друга на десном крилу са ђенералом Грипенбергом, трећа у центру, са ђенералом Колбаром, и прва на левом крилу са ђенералом Линевићем под врховном командом Куропаткина, који постаје генералисим на место адмирала Алексејева, позваног у Петроград. Снаге оба противника, од којих сваки има 250 до 300 хиљада бајонета, готово су једнаке. Куро-нуара 1905, ђенерал Штесељ, командант места, предаје се. Ипак центрације јапанских трупа. Друга армија, која треба да обиђе лево крило Јапанаца, има с почетка нешто успеха: око 15/28. јануара она је освојила сву околину Сандепуа. Али Куропаткин задржава своју офанзиву и враћа трупе натраг, кад чује да Јапанци концентришу своје снаге према руском центру, трећој армији. Пошто се месец дана решавао да започне поново прекинуту офанзиву, увидео је да више томе није време: Јапанци су га предухитрили, јер армија Ногиа која је дошла од Порт-Артура, предузела је покрет, обишавши обе обале реке Љао-хо. У више махова он покушава да се одупре јапанским маневрима, али и поред херојског држања појединих јединица он не може да спречи Ногиа да развије свој напад. Он је принуђен да повуче своје десно крило не само ка западу, већ такође и ка северу, да би бранио Мугден, одакле полази на север једина железничка пруга и најбољи пут звани „Пут Мандарина”. Битка око Мугдена окреће се у прилог Јапанаца. Бојећи се да не пресеку одступницу неким његовим јединицама, Куропаткин у ноћи 25. фебруара/10. марта почиње да се повлачи ка северу. Он се повлачи борећи се и сакупља своје трупе тек северно од Тије-Линга, на положајима Си-пин-хан. Уступа врховну команду ђенералу Линевићу, кога замењује на чело прве армије.
После пораза код Мугдена, ново и тешко искушење очекује Русе, пропаст друге ескадре Тихог океана. Од почетка рата Петроград је био решио да пошаље на Крајњи Исток флоте Балтичког и Црног мора. Ипак, само Балтичка флота, под командом адмирала Рождественског, била је пошла на пут октобра 1904. Састављена од бродова врло различитих типова и брзине, приморана да вуче за собом транспорте хране и угља, та флота, од којих су поједине јединице имале да пређу 16.400 миља, прешла је тај дуги пут кроз три океана са великом спорошћу. Тек крајем априла, почетком маја 1905, кад се Порт-Артур већ предао и прва ескадра Тихог океана није више ни постојала, Рождественски концентрише све своје бродове близу обале Анама, и нема другог циља, него да покуша да дође до Владивостока. Он решава да се пробије кроз мореуз Цу-шиме. Његови бродови врло спори, претоварени угљем, недовољно оклопљени, наоружани топовима слабог домашаја, сувише су испод снаге непријатељске флоте. 14/27 и 15/28. маја, за време једне неједнаке битке, они су разбијени од јапанске артиљерије. Осим две оклопљене крстарице, и два контра-торпиљера, који успевају да побегну и да дођу до Владивостока, већина је потопљена; остали, спорији, опкољени су и заробљени.
Пропаст код Цу-шиме, решава крај непријатељстава. Руска влада, забринута због револуционарног покрета, који помажу ратни порази, решена је да закључи мир. Са своје стране, Јапан жели да заврши један тако скупи рат, и тајно тражи посредовање председника Северних Сједињених Америчких Држава. Позване од стране председника Рузвелта да започну преговоре о миру, зараћене стране пристају.

### Портсмутски мир
Пуномоћници: Вите, барон Розен, пређашњи амбасадор у Токиу и професор Мартеис од стране Русије, барон Комура и амбасадор у Вашингтону Такахира од стране Јапана, састају се у августу, у Портсмуту у северним Сједињеним Америчким Државама.
Захтеви Јапанаца, јако обимни, веома су понижавајући за Русе. Уступање острва Сахалин и полуострва Љаодонг, евакуација целе Манџурије, уступање ратних бродова интернираних у неутралним земљама, ограничење руског наоружања на Далеком истоку и ратна штета од 600 милиона долара. Руски пуномоћници устају енергично противу три последња услова. Јапан, који је обновио свој савез са Енглеском, с почетка је непопустљив, али под притиском председника Рузвелта и Енглеске, на крају, бива ипак умеренији и напушта услове који би осрамотили Русију.
Уговором у Портсмуту потписаном 23. августа/5. септембра 1905 Русија признаје протекторат Јапана над Корејом, одриче се полуострва Љаодонг, уступа Јапанцима Порт-Артур и Далњи са свим постројењима и железницом која им припада и јужни део острва Сахалина, уступа му предности у риболову северно од Владивостока, а признаје му ради бољих односа и пре но што закључе један нови трговински уговор предности најповлашћенијег народа, и решава се најзад да евакуише Манџурију.

## Реформе после Боксерског устанка
Тек после Боксерског устанка 1900. године, влада је предузела неке мале кораке у правцу реформе. Покушан је развој државе и науке, али је све то прекинуто 1905. године. У том периоду су створена министарства за финансије и привреду, а покушано је да се уведе и уставна монархија, као у Јапану. Али све ове реформе су дошле прекасно. Централна влада је дуго покушавала да модернизује Кину уз помоћ покрајинских гувернера, а ови гувернери нису могли да пронађу довољну снагу да модернизују цело Царство. Пропаст царства имао је два разлога:
- Први разлог је, наравно, економско коришћење од стране империјалистичких сила које су потиснуле кинески капитализам
- Други разлог се види у чињеници да влада династије Ђинг није знала да су дубоке промене дошле у западном свету и да би се Кина само могла сусретати са овим изазовима, усавршавањима њеног политичког и економског система, а да већина људи у вишој класи није одустајала од конфучијског менталитета, тако да ни морално савршен владар не би био у стању да се носи са свим унутрашњим и спољашњим проблемима[7].

## Религија

### Главне кинеске религије
Као владар културног врхунца Кине, Гуанг-сји и његови преци су усвојили државну доктрину Конфучија као своју званичну религију. Конфучије је поштован као највећи научник. Заиста, већина статуа Конфучија су подигнута у време династије Ћинг. Даоизам живео као популарна религија од појаве будизма и био прихваћен као један од три религије Кине конфучијанизам, таоизам и будизам.

### Друге религије

#### Ламаизам
Као и монголских владари, императори династије Ђинг који су склопили савез са Тибетом признали су Ламаизам као посебну религију због политичких разлога: владари Тибета прихватили су номинални суверенитет династији Ђинг над Тибетом, али су желели да имају манастире Ламаисте у Ђингшиу и Тибетански амбасадор боравио је у главном граду Ђинга.

#### Ислам
Ислам (кин: Yisilanjiao 伊斯蘭教) је био распрострањен међу становништвом кинеског Туркестана, али и у многим градовима широм Кине. Ова религија је имала велик значај током владавине цара Гуанг-сјиа.

#### Хришћанство
Хришћанство се почело ширити још за време династије Минг. Језуитски свештеници и судски астрономи Адам Шал фон Бел (кин: Tang Ruowang 湯若望) и Фердинанд Вербист могли освојити поверење царева из 17. века. Бел је увео соларни календар за Кину са 365 дана за годину дана и са 7 дана за недељу. Покушали су да освоје царски двор и највећу елиту за хришћанство без дирања кинеских обичаја и веровања, као и обожавање и државна жртвовања за одлазак у рај. Многи наступи католичке вере заиста су личиле на будистичке праксе, као бајање, звона, свечане молитве, процесије, слике, реликвије, и тако даље. Ватикан је покушао да одврати језуите од Кине. Теолошки разлог је да Кинези нису веровали у небитне супстанце које могу бити одвојене од материје, а да нису видели разлику између природног поретка и људског моралног закона. Суноврат хришћанства у Кини је дошао када је у 18. веку цар одлучио да не прими хришћанство, а иза њега то је одлучио и народ. 1773. године, Језуитском реду се губи траг у Кини, али крајем XVII века, је можда око 100.000 хришћана живело у Кини. Француски и амерички мисионари су били следећи хришћански мисионари који су посетили Кину, али њихов начин да преобрате Кинезе био је веома другачији.

## Уметност
Уметност је за време Гуанг-сјиових предака, па и за време цара Гуанг-сјиа достигла врхнунац. За разлику од уметника династије Минг, занатлије, сликари и калиграфи су током династије Ђинг користили веома старе форме и облике за своје уметничка дела. Посуде од порцелана и посуде са лаком су добиле не само испупчења, која су се прву пут појавила за време династије Сонг, али такође налазимо и бронзане посуде прављене по стилу династија Шанг и Џоу, које су припадале зуну, једној врсти посуда. Било је развијено прављене посуда у облику тикве, које су имале три отвора или више, типичнне „пиринач“ чиније и мале шољице за чај у облику саксије. Типичне плаво-зелене кинеске посуде за време Минга су, за време династије Ђинг, замениле посуде са већим спектаром боја, од наранџасте до зелене и златне; посуде од порцелана су биле много више живописне од свих претходних. Нови материјали, који се интензивно користе, сада су од глеђа, клозоне и стакла. Материјали као што је жад, злато и клозоне се прво комбинују у појединачним уметничким објектима. Поред тога, тамна дрвена постоља за вазе или друге предмете су наставила да се праве. Они су такође поседовали доста предмета направљених од лаких материјала као што је дрво бамбуса за намештај, и наравно тканине које су служиле као одећа, или као једноставан предмет дивљења. У области калиграфије, уметници династије Ђинг су наставили да користе традиционалне стилове писања, али за разлику од калиграфа династије Минг, људи сада проучавају најстарије примере кинеског писма као пророчанства костију и бронзане судове са натписима. Са појавом хришћанских мисионара у Кини, кинески сликари научили од језуита западне технике фарбања као и перспективе коришћења вештачке боје уместо црно-белих мастила. Чак су зграде и палате грађене у западном стилу, као палата Јуангмингјуан (кин: 圓明園) која је порушена у XIX веку. Типично за чланове династије Ђинг било је то да су многи вртови, које су имали богаташи из Суџоуа и Хангџоуа.

## Влада и управа
Иако су манџуријски владари династије Ђинг копирали систем кинеске управе која је постојала у време династије Танг (618—907) - а у неким деловима чак још од периода династије Хан (206. п. н. е. - 220. н. е.) - они створили неке важне нове елементе који су раније направљени инструменти ефикаснији.
Главни град Манџуријске империје је пресељен из Шенјанга, на полуострву Љаонинг, у Ђингши 1644. године, који је био главни град династије Минг и остао главни град династије Ђинг до 1911. године, док су Манџурци користили као секундарни капитал у првих сто година династије Ђинг. Мушким сродницима цара било је дозвољено да учествују - у извесној мери - у централној влади. Браћа и синови цара звали су се Царски принчеви (кин: qinwang 親王). Да бисте избегле борбе око наследства, наследник је био номинован кратко пре смрти цара. Принцезе нису добијале феуде, али су добијале апанажу. Традиционалне титуле три војводе (кин: sangong 三公): Велики инспектор (кин: taishi 太師), Велики ментор (кин: taifu 太傅), Велики чувар (кин: taibao 太保) и Три усмаљеника (кин: sangu 三 孤) били чисто почасни у пракси. Велико царско домаћинство са царском палатом требало је посебну агенцију, Царски кућеодржаватељи одељења (кин: neiwufu 內務府). Већина порука од царског домаћинства су прво прегледали евнуси; највиши међу њима имао велики значај у избегавњу свакодневног пословања. Централну владу је први пут предводио Велики Секретаријат (кин: neige 內閣) који је радио по угледу на традиционалну кинеску владу, са академијама на палати за регрутовање највиших званичника за превод едиката и докумената на кинески и манџурски језик, итд.
Постојало је шест министарства:
- Министарство особља (кин: 吏部),
- Министарство прихода (кин: 戶 部);
- Министарство обреда (кин: 禮部),
- Министарство рата (кин: 兵部),
- Министарство правде (кин: 刑部),
- Министарство јавних радова (кин: 工部).

Свако министарство је предводио министар (кин: shangshu 尚書) и Цензорат (кин: duchayuan 都察院).
Почетком XIX века утицај Великог секретаријата се постепено смањује и институција се претворила у апарат папирологије. Уместо тога, првобитно незванични Државни савет (кин: (junjichu 軍機處) је преузео власт. Ту је председавао принц и предводио пет великих министара спољних послова (кин: junji dachen 軍機大臣). За време династије Ђинг почели су да се одржавају велики концили. Цензорат су цареви династије Ђинг темељно копирали администрацију династије Минг и он је имао задатак да одржава дисциплински надзор над службеницима. Његово особље састојао се од цензора за испитивање (кин: jiancha yushi 監察御史). Посебна агенција, у свом значењу готово је једнака као и министри. Постојао је суд колонијалних послова (кин: lifanyuan 理藩院), од 1861. године названом Централном спољним пословима (кин: zongli yamen 總理衙門). Суд колонијалних послова је било дипломатско представништво углавном састављено од Монгола и других централно-азијских народа. Централни спољни послови је била модернија форма страног министарства.
Царска управа је водила неколико судова, канцеларија и дирекција која је управљала питањима комуникације, надлежности, империјалних жртвовања, државних банкета, астрономије, образовања, тока документације између центра и покрајина, и тако даље. Важна канцеларија за велико Царство династије Ђинг била је биро за превод. Он је издавао речнике за монголски, калмички, манџурски, тибетански, турски, арапски, и тако даље. Свака институција, централно и територијално, била је, барем у теорији, на челу са Манџурцем или Кинезом у једнаком броју, што доводи до превеликог бирократског особља.
Територијална управа је била основана по угледу на администрацију династије Минг у провинцијама. Њихова имена су била иста као садашње кинеске покрајине, осим Џилија (кин: 直隸) (данашњи Хебеј); Фенгтијен кин: 奉天 (данас Љаодинг), Кинески или Источни Туркестан (од 1884. провинција Ксинјианг); Тајван је постао провинција 1885. године, Тибет (Xizang 西藏) је био релативно аутономан, подједнако Монголија (звана Улиасутаи кин: 烏里雅蘇 台). Покрајинама су лично руководили гувернери (кин: xunfu 巡撫) за време династије Минг основана је колективна чакијанска кин: 差遣 комисија, али гувернер је био потчињен једном од девет генералних гувернера (кин: zongdu 總 都). Док се гувернери могу посматрати као цивилни администратори и стога су често превођени као "намесници" од стране странаца, гувернерима су, у општем смислу, специјално поверени војни задаци.
Провиције су биле подељене на крајеве (кин: dao 道), администори крајева интенданти (кин: daotai 道 臺) који је морао да надзире пловне путеве, наплату пореза и транспорта, производњу соли и њену продају, и морао је да ради још много специјалних задатака. Они су били директно под контролом централне владе, а не под контролом покрајинских гувернера. Територијална управа сама је организована у префектурама (кин: fu 府; боље-речено: прворазредним префектурама), департманима (zhou 州; боље: другоразредним префектурама) и супрефектурама (ting 廳; боље-речено: трећеразредним префектурама, често се налазе у пограничним регионима). На челу префектуре налазио се префекат (кин: zhifu 知府). Префектуре су буле подељене на округе (кин: xian 縣), на чијем челу је био административни чиновник (кин: zhixian 知縣).
У спољној Монголији, племена су била организована у лигама (кин: meng 盟). У XIX веку, те територије су пале под контролу централне владе, као и Тибет, где влада династије Ђинг влада стационирала два представника, Великог министра Суперинтенданта (banshi dachen 辦事 大臣, у Манџурији назван амбан).
Војска династије Ђинг организовала се у осам армија, првобитно само Манџурских трупа, које су касније повећане на осам Манџурских и осам Кинеских армија. Сваком армијом је командовао врховни командант (кин: dutong 都 統) и остао је у надлежности цара или једног од царских принчева. Неке армије су стациониране у главном граду или чак деловале као дворска стража, друге армије су стациониране у посебним гарнизонима широм царства. Војни гарнизон је био наследан, а армијске породице живеле су заједно са Манџурским војницима у војним гарнизона. Кинеске трупе су генерално означене као "Зеленог Стандарда" (кин: lüying 綠營).
Веома важан аспект кинеске владе и управе био је конкурентан за запошљавање државних службеника, настао за време династије Танг и усавршаван за време династије Сонг (960—1279) и за време династије Минг. Овај систем се ослањала на отворени конкурс прегледа са годишњим квотама од званичника (манџурским, монголским и кинеским) из сваког региона. Први корак у хијерархији испитивања били су испити префектуре. Дипломирања су доводила до титуле Шенгјуан (кин: 生 員). Лицима која су прошла покрајински испит (кин: juren 舉人) било је дозвољено да преузму именовања нижег нивоа. Они који су положили градске испите звали су се Јинши (кин: 進士) и имали су право да постану званичници са вишим чиновима после даљих студија на централној Ханлин академији. Именовање (кин: xuanju 選舉) је потребан избор у складу са потребама. Испитивања су три дана дуга и требало је да буду написани у клаусуре где су кандидати тражили да преводилаца ставове из конфучијеве класике и да пише есеје у прописаним књижевним облицима. Све званичне поруке су оцењени у девет ранга система (кин: jiupin 九品) који је био наслеђе из периода Веи кин: 曹魏 (220—265). Иако се чинило да је овај отворени систем регрутовања сасвим објективан и фер, он је оштетио могућност нижих класа да буду у академијама, као и чињеница да су кандидати често високо задужени.

## Смрт
Дана 15. новембра 1908. године, Циси је умрла, и, под веома сумњивим околностима, изјављено је, да је, дотада здрав цар Гуанг-сји, умро претходног дана. Циси је потписала декрет по којем је за цара био проглашен Пу-ји, трогодишњи царев нећак, који је владао као цар Сјуен-тунг. Од почетка је владало опште уверење да је цар био отрован, али није било доказа да се подржи ова теорија док није прошео један век од његове смрти. Године 2008, након пет година истраге, кинески истраживачи и полицијски званичници су потврдили да се цар немарно отровао од арсена. Истраживачи се нису бавили тиме ко је наредио убиство, али мисли се да је то наредила Циси.